# Terrance Dicks
Terrance William Dicks (East Ham, 1935. április 14. – London, 2019. augusztus 29.) angol forgatókönyvíró, producer.

## Filmjei
Forgatókönyvíró
- The Avengers (1962–1969, tv-sorozat, négy epizód)
- Crossroads (1964, tv-sorozat)
- Ki vagy, doki? (Doctor Who) (tv-sorozat, 1969–1983, 35 epizód)
- Moonbase 3 (1973, tv-sorozat, egy epizód)
- Alfa holdbázis (Space 1999) (1976, tv-sorozat, egy epizód)
- Beau Geste (1982, tv-sorozat, nyolc epizód)

Producer
- Twist Olivér (Oliver Twist) (1985, tv-sorozat, 12 epizód)
- Alice Csodaországban (Alice in Wonderland) (1986, tv-sorozat, négy epizód)
- Brat Farrar (1986, tv-sorozat, hat epizód)
- Copperfield Dávid (David Copperfield) (1986, tv-sorozat, tíz epizód)
- Anne Frank naplója (The Diary of Anne Frank) (1987, tv-sorozat, négy epizód)
- Hiúság vására (Vanity Fair) (1987 tv-sorozat, 16 epizód)
- The Franchise Affair (1988, tv-sorozat, hat epizód)